# Замковая башня (Несвиж)
Замковая башня (бел. Замкавая вежа) — памятник архитектуры XVI века в городе Несвиже Минской области Белоруссии (ул. Мицкевича), образец оборонительных сооружений, сочетающий черты белорусского оборонного зодчества, стилей готики и ренессанса. Расположена рядом с костёлом Божьего Тела в северной стороне церковной ограды и используется в качестве колокольни. Входит в Государственный список историко-культурных ценностей Республики Беларусь.
Построена во второй половине XVI в. из кирпича в системе оборонительных стен Несвижа около Замковых ворот, находилась в городском оборонительным валу и связывала Несвижский замок с городом.
Первоначально состояла из низких шатровых ворот и высокой оборонительной башни. Башня представляет собой квадратное в плане четырёхъярусное сооружение, завершённое шатровой крышей. Глухой нижний ярус с контрфорсами решён как массивный цоколь. Второй ярус, наиболее высокий, оформлен прямоугольными, круглыми и квадратными проёмами, которые чередуются с глухими прямоугольными нишами. Третий ярус имеет на каждой грани по 3 высоких арочных проёма, окаймлённые арочными наличниками. Небольшой четвёртый ярус имеет на каждой грани по 3 маленьких арочных проёма, завершается широким профилированным карнизом. Белые оштукатуренные обрамления проёмов и межъярусные пояски контрастируют с красной кирпичной кладкой стен, что создаёт декоративную двухцветную гамму фасадов.
Замковая башня конструктивно перекликается с башней-колокольней Троицкого костёла, возведённой в то же время в местечке Чернавчицы, которое, как и Несвиж, принадлежало Радзивиллам.